# Endelskamptunnel
Der Endelskamptunnel ist ein 673 m langer Eisenbahntunnel der Schnellfahrstrecke Hannover–Würzburg (Streckenkilometer 110,8 bis 111,4). Er unterquert den bis zu 315 m hohen Endelskamp mit der südniedersächsische Samtgemeinde Dransfeld und trägt daher seinen Namen.
Die Innenschale ist 30 cm dick.

## Verlauf
Die Trasse verläuft im Tunnel gerade. Die Gradiente steigt zum Südportal hin durchgehend an, flacht aber in ihrem Verlauf zunehmend ab. Durchfahren werden Schichten des Mittleren und Unteren Muschelkalks. Die Überdeckung liegt bei bis zu 20 m.
Dem Tunnel ist nördlich ein kurzer Einschnitt vorgelagert, an den sich der Leinebuschtunnel anschließt. Südlich folgt der Überholbahnhof Jühnde.

## Geschichte

### Planung
Ursprünglich war in diesem Bereich ein Einschnitt vorgesehen. Aus technischen, wirtschaftlichen und landschaftsschützerischen Gesichtspunkten fiel letztlich die Entscheidung zu Gunsten des Tunnelabschnitts. Die realisierten 673 m Länge waren dabei bereits Ende 1983 geplant gewesen.

### Bau
Ende 1983 hatten die vorbereitenden Arbeiten für den Tunnelbau begonnen. Der Vortrieb begann im Januar 1984 und wurde im September 1984 abgeschlossen. Wegen geringer Überdeckung wurde die Röhre in offener Bauweise errichtet. Die Patenschaft hatte Annegredt Engelhardt übernommen.
Der Tunnel gehört, neben den Tunneln Leinebusch und Mackenrodt, zu einer Folge von drei Röhren. Für die drei Bauwerke wurden insgesamt 390.000 m³ ausgebrochen, für die Voreinschnitte 675.000 m³ ausgehoben. Insgesamt wurden 81.000 m³ Beton und 4.400 t Stahl verbaut, die Bauzeit lief von 1984 bis 1986. Die Bausumme aller drei Röhren lag bei 95 Millionen D-Mark. Beauftragt waren die Unternehmen Dyckerhoff & Widmann AG (Frankfurt am Main) und E. Heitkamp GmbH (Herne).
Im gesamten Abschnitt zwischen dem Südportal des Leinebuschtunnels (km 110,0) und dem Nordportal des Rauhebergtunnels fielen rund 1,3 Mio. m³ Überschussmassen an.

### Betrieb
In die Sanierung des Streckenabschnitts Kassel–Göttingen, zwischen dem 23. April 2021 bis 16. Juli 2021, war auch der Tunnel einbezogen. Dabei wurden unter anderem die Bettung gereinigt, die Gleise erneuert und Randwege hergestellt.